# Berlinische Monatsschrift

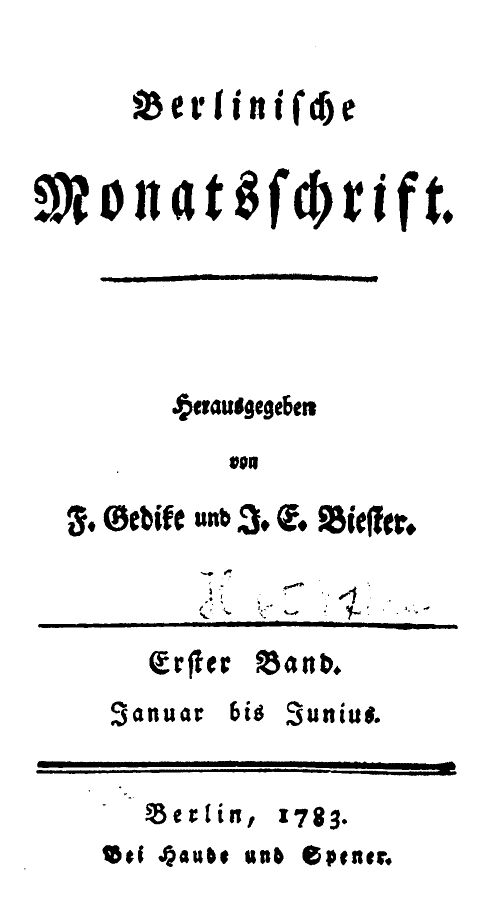
Erstausgabe

Die Berlinische Monatsschrift war eine Zeitschrift, die in den Jahren 1783 bis 1796 in Berlin im Verlag Haude und Spener erschien. Herausgegeben wurde sie von den Aufklärern Johann Erich Biester und Friedrich Gedike (der 1791 von der Redaktion zurücktrat) und diente vornehmlich als Sprachrohr der Berliner Mittwochsgesellschaft, einer adlig-bürgerlichen aufgeklärten Reformbewegung zur Zeit von Friedrich dem Großen. Sie gilt als die bevorzugte Zeitschrift Immanuel Kants, vor allem aufgrund der Debatten um die Frage: „Was ist Aufklärung?“
Die Nachfolgeorgane dieser Zeitschrift waren die von Biester allein herausgegebenen Berlinischen Blätter (1797–1798) sowie die durch Friedrich Nicolai vertriebene Neue Berlinische Monatsschrift (1799–1811).
Die 58 Bände der Berlinischen Monatsschrift sowie ihrer Nachfolgeblätter (alles zusammen ca. 30.300 Seiten) wurden 1998 durch die Bibliothek der Universität Bielefeld digitalisiert und im Internet zur Verfügung gestellt. Vertrieben wurden sie im Jahr 1999 auf zwei CD-ROMs durch den Georg Olms Verlag, Hildesheim.

## Berlinische Monatsschrift (1992–2001)
Von April 1992 bis Juni/Juli 2001 erschien eine Zeitschrift gleichen Namens beim Luisenstädtischen Bildungsverein, die die Tradition der historischen Vorlage fortsetzen sollte. Sie berichtete vor allem über Aspekte der Geschichte Berlins.